# Galium achurense
Galium achurense är en måreväxtart som beskrevs av Aleksandr Alfonsovitj Grossgejm. Galium achurense ingår i släktet måror, och familjen måreväxter. Inga underarter finns listade i Catalogue of Life.